# Статистичні ряди розподілу
Статистичний ряд розподілу — впорядкований розподіл одиниць досліджуваної сукупності на групи за групувальною (варіативною) ознакою. Вони характеризують склад (структуру) досліджуваного явища, дозволяють судити про однорідність сукупності, межі її зміни, закономірності розвитку досліджуваного об'єкта. Залежно від ознаки статистичні ряди розподілу діляться на:
- атрибутивні (якісні);
- варіаційні (кількісні):
  - дискретні;
  - інтервальні.

## Атрибутивні ряди розподілу
Атрибутивні ряди утворюються за якісними ознаками, якими можуть виступати посада, професія, стать, освіта тощо.
| Освіта робітників  | Кількість робітників | Кількість робітників |
| Освіта робітників  | абсолютне, чол.      | відносне, %          |
| вища               | 20                   | 15,4                 |
| неповна вища       | 25                   | 19,2                 |
| середня спеціальна | 35                   | 26,9                 |
| середня            | 50                   | 38,5                 |
| Разом              | 130                  | 100                  |

Тут групувальною ознакою виступає освіта працівників підприємства (вища – середня). Дані ряди розподілу є атрибутивними, оскільки варіаційна ознака представлена не кількісними, а якісними показниками.

## Варіаційні ряди розподілу
Варіаційні ряди будуються на основі кількісної групуючої ознаки. Варіаційні ряди складаються з наступних елементів:
- варіант — окремих значень варіаційної ознаки, що їх приймає ця ознака в ряді розподілу. Варіанти можуть бути позитивними й негативними, абсолютними й відносними;
- частота — чисельностей окремих варіант або кожної з груп варіаційного ряду.

Частоти, виражені в частках одиниці або у відсотках, називаються частостями. Сума частот називається обсягом сукупності й визначає число елементів усієї сукупності (повна сума дорівнює одиниці або 100%). Заміна частот частостями дозволяє зіставляти варіаційні ряди з різним числом спостережень.
Варіаційні ряди залежно від характеру варіації підрозділяються на дискретні й інтервальні. Дискретні ряди розподілу засновані на дискретних (перервних) ознаках, що мають лише цілі значення (наприклад, тарифний розряд робітників, число дітей у родині тощо); інтервальні ряди розподілу базуються на неперервно змінному значенні ознаки, що приймає будь-які (у тому числі й дробові) кількісні вирази, тобто значення ознак таких рядів задається у вигляді інтервалу.
Графічне зображення дискретного варіаційного ряду в двовимірній декартовій системі координат називається полігоном.
За наявності досить великої кількості варіантів значень ознаки первинний варіаційний ряд стає важкооглядовим, і тому лише безпосередній його розгляд не дає повного уявлення про розподіл одиниць за значенням ознаки в сукупності, що розглядається. У цьому випадку першим кроком в упорядкуванні ряду є його ранжирування — розташування всіх варіант у зростаючому (спадаючому) порядку.
Для побудови дискретного ряду з невеликим числом варіант спочатку виписуються всі ці варіанти та значення ознаки, а потім підраховується частота повторення варіант. Ряд розподілу прийнято оформляти у вигляді таблиці, що складається із стовпчиків (або/та рядків), де в одних представлені варіанти, а в інших — частоти.
Для побудови ряду розподілу дискретних ознак, представлених у вигляді інтервалів, необхідно встановити оптимальне число груп (інтервалів), на які слід розбити всі одиниці досліджуваної сукупності.

## Графічне зображення статистичних даних рядів розподілу
Ряди розподілу зручно вивчати за допомогою графічного методу. 
Статистичний графік — це креслення, на якому статистичні сукупності, що характеризуються певними показниками, описуються за допомогою умовних геометричних образів або знаків. Представлення даних таблиць у вигляді графіка справляє сильніше враження, ніж цифри, дозволяє краще осмислити результати статистичного спостереження, правильно їх витлумачувати, значно полегшує розуміння статистичного матеріалу, робить його наочним і доступним. Це, однак, зовсім не означає, що графіки мають лише ілюстративне значення. Вони дають нове знання про предмет дослідження, будучи методом узагальнення вихідної інформації.
Значення графічного методу в аналізі й узагальненні даних велике. Графічне зображення дозволяє здійснити контроль достовірності статистичних показників, оскільки останні, будучи представлені на графіку, яскравіше виражають наявні неточності, пов'язані або з наявністю неточностей/помилок спостереження, або із сутністю досліджуваного явища. З допомогою графічного зображення можливі вивчення закономірностей розвитку явища, установлення існуючих взаємозв'язків. Просте зіставлення даних не завжди дає можливість уловити наявність причинних залежностей, у той же час їх графічне зображення сприяє виявленню причинних зв'язків, особливо у випадку встановлення первісних гіпотез, що підлягають подальшій розробці. Графіки також широко використовуються для вивчення структури явищ, їх зміни в часі й розміщення в просторі. У них виразніше проявляються порівняльні характеристики й чітко окреслюються основні тенденції розвитку й взаємозв'язків, властивих досліджуваному явищу або процесу.
| Роки                                                   | 2004    | 2005    | 2006    | 2007    | 2008    | 2009    | 2010      |
| Валовий внутрішній продукт у фактичних цінах, млн грн. | 345 113 | 441 452 | 544 153 | 712 945 | 948 056 | 913 345 | 1 000 086 |

Для зображення й внесення суджень про розвиток того чи іншого явища в часі й складі сукупності використовують також і діаграми: стовпчикові, стрічкові, квадратні, кругові, лінійні та ін. Вибір виду діаграми залежить в основному від особливостей вихідних даних й мети дослідження. Наприклад, якщо є ряд динаміки з декількома не рівновідносними рівнями в часі (1913, 1940, 1950, 1980, 1995, 2009 рр.), тоді задля кращої наочності використовують стовпчикові, квадратні або кругові діаграми; коли ж число рівнів у ряді динаміки велике, доцільно застосовувати лінійні діаграми, які відтворюють безперервність процесу розвитку у вигляді неперервної ламаної лінії.
Основне призначення структурних діаграм полягає в графічному представленні складу статистичних сукупностей, що характеризуються як співвідношення різних частин кожної із сукупностей. Склад статистичної сукупності графічно може бути представлений за допомогою абсолютних та відносних показників. У першому випадку не тільки розмір окремих частин, але й розміри графіка в цілому визначаються статистичними величинами й виміряються відповідно до змін останніх; у разі представлення відносними показниками розміри графіка не змінюються (оскільки сума всіх частин будь-якої сукупності становить 100%), а змінюються лише розміри окремих його частин. Графічне зображення складу сукупності за абсолютними й відносними показниками сприяє проведенню більш глибокого аналізу й дозволяє проводити зіставлення й порівняння, наприклад, міжнародних соціально-економічних явищ.
Зобразити графічно ряд розподілу з прикладу 1 можна наступним чином:
|  |  |

## Розрахунок показників варіації
Варіація — це відмінність у значеннях якої-небудь ознаки в різних одиниць даної сукупності у той самий період або момент часу. Дослідження варіації в статистиці має велике значення, оскільки допомагає пізнати сутність досліджуваного явища. Показники варіації характеризують коливання окремих значень варіант поблизу середніх величин цих варіант, а також визначають відмінності індивідуальних значень ознаки усередині досліджуваної сукупності. Існує кілька видів показників варіації:

- розмах варіації {\displaystyle R} являє собою різниця між максимальним і мінімальним значеннями ознаки:

- середнє лінійне відхилення:
  - виважене: {\displaystyle {\bar {d}}={\frac {\sum {\left|X-{\bar {X}}\right|}f}{\sum {f}}}} ;
  - невиважене: {\displaystyle {\bar {d}}={\frac {\sum {\left|X-{\bar {X}}\right|}}{n}}} ;
- дисперсія — показник варіації, що виражає середнє квадратичне відхилень варіант від середніх величин залежно від утвореного варіаційного фактору:
  - виважена: {\displaystyle {{\sigma }^{2}}={\frac {\sum {{{(X-{\bar {X}})}^{2}}f}}{\sum {f}}}} ;
  - невиважена: {\displaystyle {{\sigma }^{2}}={\frac {\sum {{(X-{\bar {X}})}^{2}}}{n}}} ;
- середнє квадратичне відхилення:
  - виважене: {\displaystyle \sigma ={\sqrt {\frac {\sum {{{(X-{\bar {X}})}^{2}}f}}{\sum {f}}}}} ;
  - невиважене: {\displaystyle \sigma ={\sqrt {\frac {\sum {{(X-{\bar {X}})}^{2}}}{n}}}} ;
- показник варіації:

де {\displaystyle X} — варіанти,
Показник варіації відображає тенденцію розвитку явища, тобто дію головних факторів; показник варіації виражається в % або коефіцієнтах; середнє квадратичне відхилення є показником надійності середньої: чим менше середнє квадратичне відхилення, тим краще середня арифметична відбиває собою всю статистичну сукупність; показник дисперсії більш об'єктивно відбиває захід варіації на практиці; розмах варіації показує лише крайні відхилення ознаки й не відображає відхилень усіх варіант у ряді; лінійне відхилення враховує відмінності усіх одиниць досліджуваної сукупності.